# Thierry Hubert
Pour les articles homonymes, voir Hubert.
Thierry Hubert est un prêtre catholique dominicain et dirigeant de télévision français né le 30 juillet 1969 à Fougères en Ille-et-Vilaine.

## Biographie
Thierry Hubert est issu d'une famille catholique. C'est au collège Saint-Michel de Liffré qu'il se découvre une passion durable pour le théâtre. Il suit ensuite des études à l’université Rennes-I, puis obtient l'agrégation de mathématiques.
Il enseigne durant une dizaine d’années au lycée Saint-Vincent Providence à Rennes. Il approfondit sa foi en effectuant à la vingtaine le pèlerinage de Compostelle, puis décide d’entrer dans l’ordre des Prêcheurs en 2001, choix dans lequel il voit « une remise en cause des règles mondaines ». Se préparant à Strasbourg en étudiant la philosophie et la théologie, il obtient en parallèle un master en urbanisme à l’Institut national des sciences appliquées. Il y est ordonné prêtre en 2008.
Affecté au couvent de Lille, il est alors en parallèle directeur de la plateforme Retraite dans la ville (qui regroupe jusqu’à 160 000 internautes) et aumônier de l'École des hautes études commerciales du Nord. Il est également actif dans le monde du théâtre, auquel il voue une passion, participant notamment à partir de 2006 aux rencontres Foi et Culture du festival d’Avignon.
En 2018, au vu de son « expertise numérique », il est nommé producteur du Comité français de radio-télévision, chargé notamment du Jour du Seigneur. Il est dans le même temps affecté au couvent Saint-Jacques, dont il devient le syndic en 2019.